# Crni humor
Crni humor ili crna komedija, postupak u književnosti, kazalištu, filmu i dr., kojim se ozbiljne, zastrašujuće ili tabu teme tretiraju na veseo način. Crni humor združuje morbidne i komične elemente, koji naoko nisu spojivi. Kod čitatelja i gledatelja izaziva nelagodu, promišljanje ili smijeh. Pojam crna komedija se koristi i za čitava književna, scenska i filmska djela, kada u njima prevladava ovakav tip humora.
Obično je vezan za ozbiljne ili jezive teme kao što su kriminal, bolesti i smrt, baveći se njima na satirički ili groteskan način. Često se služi elementima farse i niske komedije kako bi prikazao pojedinca kao žrtvu sudbine i karaktera.
Teme crnog humora su smrt, bolest, rat, mučenje, genocid, terorizam, pedofilija, incest, seksualnost, tragični događaji i dr. Često se bavi aktualnim temama i rabi paradoksne likove. Nerijetko je kontroverzan ili polemičan jer uključuje pitanje koliko je prikladno (i je li uopće prikladno) ismijavati neku stvar i gdje je granica dobrog ukusa. To se posebno odnosi na vjerske, seksualne i tragične događaje.
Pojam je u široj upotrebi od 1960-ih, a uveo ga je francuski nadrealist André Breton svojom "Antologijom crnog humora" iz 1940. Začetnikom ove vrste humora smatrao je Jonathana Swifta. Čest je u suvremenoj američkoj prozi, napose u romanima Nathanaela Westa, Vladimira Nabokova i Josepha Hellera. Roman Kvaka 22 (1961.) J. Hellera istaknuti je primjer crnog humora, kao i "Klaonica pet" Kurta Vonneguta te "V." i "Duga gravitacije" Thomasa Pynchona. Izražen je i u teatru apsurda, napose u dramama Eugenea Ionesca.
Film Dr. Strangelove ili: Kako sam naučio ne brinuti i zavolio bombu (1964.) redatelja Stanleyja Kubricka je crna komedija o hladnom ratu: poludjeli američki general naređuje nuklearni napad na Sovjetski Savez i izaziva globalno uništenje.
Pretečama crnog humora u književnosti smatraju se komedije starogrčkog autora Aristofana (5. stoljeće pr. Kr.), komično-satirični roman Pantagruel (1532.) francuskog pisca i svećenika Francoisa Rabelaisa, fiktivni satirični putopis Gulliverova putovanja (1726.) J. Swifta te roman Candide (1759.) francuskog prosvjetitelja Voltairea.